# Stadion Meiderich
Das Stadion Meiderich ist ein reines Fußballstadion, das ursprünglich die Spielstätte der ersten Mannschaft des 1902 gegründeten Meidericher Spielvereins (heute MSV Duisburg) darstellte. 1963 folgte deren endgültiger Umzug ins Wedaustadion, doch die an der Westender Straße im Duisburger Ortsteil Meiderich gelegene Anlage dient noch heute als Austragungsort von Begegnungen von Jugendmannschaften und stellt einen Teil des Trainingsgeländes des MSV Duisburg dar.

## Lage
Das Stadion liegt im Duisburger Ortsteil Meiderich nahe dem Gelände der ehemaligen Zeche Westende. Es wird von mehreren anderen Fußballplätzen umgeben, die ebenfalls dem Trainingsgelände des MSV angehören. Wenige hundert Meter südlich verläuft eine Bahnstrecke, und rund einen Kilometer im Süden fließt die Ruhr.

## Geschichte
Seit der Gründung des Meidericher Spielvereins im Jahr 1902 stellte das Areal am Rand der Zeche Westende die Spielstätte des Vereins dar. In ihrer Anfangszeit lag diese zudem in unmittelbarer Nähe zum Ratingsee, der 1911 jedoch zugeschüttet wurde. Anfangs handelte es sich lediglich um einen einfachen Sportplatz, bei dem die Abraumhalde der benachbarten Zeche als tribünenähnliches Gebilde diente. Der wachsende sportliche Erfolg veranlasste die Verantwortlichen 1921 dazu, den Platz in ein Stadion umzuwandeln. Dazu pachteten sie zunächst ein größeres Stück Fläche von einem angrenzenden Bauernhof, und es wurden Wälle aufgeschüttet, um diese als Stehtribünen zu nutzen. Weil es sich nach wie vor um eine sehr schlichte Anlage handelte, wichen die Meidericher bei bedeutenden Spielen wie Endrundenpartien zur Deutschen Meisterschaft ins Stadion Duisburg, das spätere Wedaustadion, aus. 
1951 erreichte der MSV den Aufstieg in die Oberliga West, was einen erneuten Stadionausbau notwendig machte. In der nachfolgenden Zeit wurde Platz für bis zu 27.000 Zuschauer geschaffen, und in der Hinrunde der Spielzeit 1960/61 kam es zu weiteren Renovierungsmaßnahmen. 1963 zählten die Meidericher zu den Gründungsmitgliedern der Bundesliga und mussten aufgrund der dadurch entstandenen Anforderungen dauerhaft ins Wedaustadion umziehen. Daraufhin blieb das Stadion Meiderich für einige Jahre nahezu ungenutzt, bis die Stadt Duisburg es in den 1970er-Jahren zu einer Bezirkssportanlage machte. Im nachfolgenden Jahrzehnt entdeckte der MSV das Potenzial des Stadions wieder und leitete eine weitere Renovierungsphase ein. Es entstand die 5.000 Besucher fassende Heimstätte für die zweite Mannschaft und Jugendteams des Klubs. Da die zweite Mannschaft zum Saisonende 2015/16 vom Spielbetrieb abgemeldet wurde, bestritt sie am 29. Mai 2016 ihr letztes Heimspiel in Meiderich.